# Kawasaki KDC-2
«Кавасакі KDC-2» (англ. Kawasaki KDC-2) — експериментальний легкий одномоторний поштовий літак створений компанією Kawasaki на базі розвідувального літака Kawasaki «Тип 88» на замовлення патріотичної організації «Кайбо Ґікай» і газети Асахі Сімбун. В 1928 році побудовано два літаки, які інтенсивно використовувались для регулярних і нерегулярних перевезень до 1935 року.

## Історія
В жовтні 1927 року патріотична організація «Кайбо Ґікай» (яп. 海防義会, «Волонтерська організація берегової охорони») вирішила замовити два літаки для посилення зацікавленості населення в цивільній та військовій авіації. Літаки мали виконувати регулярні рейси між Токіо та Осакою за сприяння газети Асахі Сімбун.
Два літаки замовлені в Kawasaki мали базуватись на Kawasaki «Тип 88», але мати можливість перевозити пасажирів, а також мати змогу отримати поплавкове шасі. Над модифікацією з внутрішньою назвою KDC-2 (від Kawasaki Dockyard, Civil) працювали Ріхард Фогт та Хісаші Тоджо. Виробництво було завершене в жовтні 1928 року і літаки отримали власні назви «Ґіюу № 4» (ідентифікатор — J-BAKH) та «Ґіюу № 5» (ідентифікатор — J-BALH).
Літаки відрізнялись від «Типу 88» коротшим верхнім крилом, збільшеною шириною і хордою нижнього крила і N-подібними опорами між крилами. Чотиримісна пасажирська кабіна розміщалась позаду пілота і могла бути переобладнана для поштових перевезень і аерофотознімання. За потреби керування літаком на поплавках використовувався висувний з фюзеляжу кіль.
З грудня 1928 року літаки виконували заплановані рейси Токіо-Осака в складі організації «Тозай Тейкі Кокукай» (яп. 東西定期航空会, «Асоціація регулярних авіаперевезень Схід-Захід»). Але «регулярні» рейси припинились вже наступної весни, оскільки на цьому маршруті почала працювати державна компанія «Авіатранспорт Японії». Натомість Асахі вирішила провести авіатур по великих містах Японії з пропагандистською метою. Тур почався в липні 1929 року в східній Японії, і завершився восени. Після закінчення туру KDC-2 використовувались газетою для аерофотографування, поштових і нерегулярних пасажирських перевезень.
У вересні 1931 року «Ґіюу № 4» був сильно пошкоджений під час зльоту з ріки Кізу в Осаці та відправився на ремонт. Після ремонту він повернувся на службу в червні 1932 року, проте під час поштового перевезення до Маньчжурії був вимушений здійснити аварійну посадку в Фукуямі. Через пошкодження літак було вирішено списати, «Ґіюу № 4» налітав 229 годин.
«Ґіюу № 5» продовжував здійснювати поштові перевезення до квітня 1935 року, коли після 723 льотних годин, його передали Студентській авіаційній Лізі як навчальний матеріал.

## Технічні характеристики
Дані з Japanese Aircraft 1910—1941

### Технічні характеристики
- Екіпаж: 1 особа
- Пасажиромісткість: 4 особи
- Довжина: 11,185 м
- Висота: 3,39 м
- Розмах крил: 14,3 м
- Площа крил: 48 м²
- Маса пустого: 1747 кг
- Маса спорядженого: 2972 кг
- Навантаження на крило: 61,9 кг/м²
- Двигун: 12-циліндровий V-подібний Kawasaki BMW VI водяного охолодження
- Потужність: 500—600 к. с.
- Гвинт: дволопатевий дерев'яний гвинт
- Питома потужність: 5,88 кг/к.с.

### Льотні характеристики
- Максимальна швидкість: 222 км/год
- Крейсерська швидкість: 150 км/год
- Час набору висоти 1000 м: 4 хвилин
- Практична висота: 5000 м
- Дальність польоту: 1100 км
- Час польоту: 6 годин

## Виноски
1. ↑  Ґіюу (яп. 義勇, «Вірність»), поширена назва літаків «Кайбо Ґікай», Ґікай - буквально «зібрання вірних».